# Jean-Joseph-François Poujoulat
Jean-Joseph-François Poujoulat, född den 28 januari 1808 Montferrand-la-Fare, död den 5 januari 1880 i Paris, var en fransk skriftställare, bror till Baptistin Poujoulat.
Poujoulat bosatte sig 1826 i Paris och blev medarbetare åt Michaud i dennes forskningar över korstågens historia samt ledsagade honom till Orienten 1830, varefter de tillsammans utgav Correspondance d'Orient (7 band, 1833-35; "Skildring af Orienten", band I, 1835) och en mängd dokument rörande Frankrikes historia under 1200-1700-talen (32 band, 1836-44). Bland Poujoulats egna arbeten märks romanen La bédouine (1835; 3:e upplagan 1840), Histoire de Jerusalem (2 band, 1841-42; 5:e upplagan 1865) och Histoire de saint Augustin (3 band, 1844; flera upplagor), alla tre prisbelönta av Franska akademien, Histoire de la révolution française (2 band, 1847; 6:e upplagan 1877), Le cardinal Maury (1855; 2:a upplagan 1859), Histoire de France, depuis 1814 (4 band, 1865-67), Études et portraits (1868) samt flera samlingar litterära uppsatser, ursprungligen införda i "La Quotidienne", "Revue des deux Mondes" och så vidare. Poujoulat representerade 1848-51 departementet Bouches-du-Rhône i nationalförsamlingen och slöt sig där till legitimisterna, vilkas sak han även förfäktade i religiösa och politiska broschyrer.